# Mravi
Mravi (lat. Formicidae) su porodica kukaca koja živi u velikim zadružnim zajednicama. Pripadaju redu opnokrilaca, dio su nadporodice žalčara (Aculeatoidea) iz podreda utegnutozačanih (Apocrita). Uz krilate mužjake i ženke ima mnogo više jedinki koje su beskrilne, spolno zakržljale ženke. Svi imaju otrovnu žlijezdu koja uglavnom izlučuje mravlju kiselinu. Kiselinu ispuštaju s pomoću žalca, a ako ga nemaju, načine najprije čeljustima ranu, pa je pošpricaju tom izlučinom. Po veličini glave te prema poslovima među njima se često razlikuju "radnici" i "vojnici".

## Sistematika
U porodicu mrava se ubraja 16 potporodica s 296 poznatih rodova, u koje spada ukupno 12 445 do sada opisanih vrsta mrava. Kako sigurno postoji još puno vrsta koje nisu poznate, entomolozi procjenjuju ukupan broj vrsta na oko 15 000.
Najpoznatije su vrste: šumski mrav (Formica rufa), veliki mravalj (Camponotus herculeanus), drvotočni mrav (Lasius fuliginosus), livadni mrav (Lasius flavus), crveni amazonac  (Polyergus rufescens).

## Evolucija
Do sada najstariji nalaz mrava je nađen uhvaćen i sačuvan u jantaru što dokazuje, da su u vrijeme prije oko 92 milijuna godina oni već nastanjivali zemlju. Kako ti fosilni nalazi već dokazuju postojanje više različitih rodova, to znači da je u to vrijeme već ova porodica prošla kroz određeno razdoblje evolucije. Stoga se pretpostavlja da su se prvi mravi pojavili u razdoblju krede prije oko 130 milijuna godina.

## Opis mravinjaka
Kolonija mrava (koja može brojiti oko 20 milijuna mrava) može imati jednu (monogine) ili nekoliko (poligine) matica. Svi mravi iz jednog mravinjaka tvore tijesno povezanu zajednicu, međusobno se raspoznaju po mirisu. Prema mravima iz drugih mravinjaka većina se mravljih vrsta odnosi neprijateljski.
Ljeti se pojave krilate spolne životinje koje izlijeću iz mravinjaka u rojevima i u letu se pare. Nakon toga mužjaci uginu, a ženkama otpadnu krila te ih radnici odnesu natrag u mravinjake da nose jajašca ili one osnuju s dijelom "radnika" nove mravinjake. Ženke za vrijeme parenja pohrane sjemene stanice mužjaka u posebnom dijelu svojega spolnog sustava i one dostaju za oplođivanje jajašaca tijekom cijelog njihova života. Ženke mravi dožive i 15 godina. "Radnici" brižljivo njeguju ličinke.
Mravi komuniciraju dodirom ticala, a svoj mravinjak mogu pronaći pomoću mirisa. U mravinjacima mravi održavaju najveću čistoću. Ne spremaju hranu za zimu, već se zavuku u dublje dijelove, gdje svi zajedno ukočeni prezime.
Najnovija istraživanja pokazala su da i kod mrava postoji napredovanje u poslovima koje obavljaju unutar zajednice mravinjaka.

## Rasprostranjenost i raznolikost
Mravi se mogu naći na svim kontinentima osim Antarktika. U Srednjoj Europi živi 161 vrsta mrava razvrstanih u 28 rodova, dok najveći dio vrsta mrava živi u tropskim i suptropskim područjima. Broj vrsta po regijama je sljedeći: Neotropik - 2162, Nearktik - 580, Europa - 180, Afrika - 2500, Azija - 2080, Melanezija - 275, Australija - 985 i Polinezija - 42.

## Prirodni neprijatelji mrava
Mravima se u Europi hrane ptice (posebno veliki djetlić, zelena žuna, crna žuna), gušteri, manje zmije, vodozemci, kukci (npr. mravlji lav), paučnjaci, pa i divlje svinje, a mravojedima (koji žive u Srednjoj i Južnoj Americi) su uz  termite mravi glavna hrana.

## Potporodice
1. Agroecomyrmecinae
2. Amblyoponinae
3. Aneuretinae
4. Apomyrminae
5. †Armaniinae
6. †Brownimeciinae
7. Dolichoderinae
8. Dorylinae
9. Ectatomminae
10. †Formiciinae
11. Formicinae
12. Heteroponerinae
13. Leptanillinae
14. Martialinae
15. Myrmeciinae
16. Myrmicinae
17. Paraponerinae
18. Ponerinae
19. Proceratiinae
20. Pseudomyrmecinae
21. †Sphecomyrminae

## Galerija
- Mravlja glava
- Sukob radnika
- Miroljubiva komunikacija
- Parenje, mužjak je bitno manji od ženke
- Mrav na travi
- Radnik "pastir" nadgleda "stado" biljnih ušiju